# Скуг, Софи
Софи Скуг (швед. Sofie Skoog, 7 июня 1990 года, Эксхерад, Швеция) — шведская прыгунья в высоту, участница летних Олимпийских игр 2016 года. Четырёхкратная чемпионка Швеции (2015—2018). Трёхкратная чемпионка Швеции в помещении (2015, 2016, 2019).

## Биография и карьера
Тренируется под руководством олимпийского чемпиона 2004 года Стефана Хольма. В 2012 году стала бронзовым призёром чемпионата Швеции, а в 2013 году заняла на нём второе место. Дебютировала на международной арене в 2013 году на летней Универсиаде в Казани, где заняла 9 место. В 2016 году на своей дебютной Олимпиаде заняла 7 место с результатом 1,93 м.

## Основные результаты
| Год  | Соревнования                 | Место проведения          | Место  | Результат |
| ---- | ---------------------------- | ------------------------- | ------ | --------- |
| 2013 | Летняя Универсиада           | Казань, Россия            | 9      | 1,84 м    |
| 2015 | Чемпионат Европы в помещении | Прага, Чехия              | 16 (q) | 1,87 м    |
| 2015 | Чемпионат мира               | Пекин, Китай              | 14 (q) | 1,89 м    |
| 2016 | Чемпионат мира в помещении   | Портленд, США             | 5      | 1,93 м    |
| 2016 | Чемпионат Европы             | Амстердам, Нидерланды     | 9      | 1,89 м    |
| 2016 | Летние Олимпийские игры      | Рио-де-Жанейро, Бразилия  | 7      | 1,93 м    |
| 2017 | Чемпионат Европы в помещении | Белград, Сербия           | 9 (q)  | 1,86 м    |
| 2017 | Чемпионат мира               | Лондон, Великобритания    | 18 (q) | 1,89 м    |
| 2018 | Чемпионат мира в помещении   | Бирмингем, Великобритания | 10     | 1,84 м    |
| 2019 | Чемпионат Европы в помещении | Глазго, Великобритания    | 14 (q) | 1,89 м    |